# Волнухін Сергій Михайлович
 Волнухін Сергій Михайлович  (* 1859 — † 1921) — російський скульптор, викладач.

## Життєпис
Художню освіту отримав під керівництвом художника Перова В. Г. та Іванова С. І. В подяку за це створив погріуддя Іванова С. І., одному з своїх вчителів. Сам став викладачем (професором в 35 років) в Московському училищі живопису, скульптуои і архітектури, що сильно відривало митця від власної творчості. Він головував в скульптурному класі училища близько тридцяти років.
На зламі XIX-XX ст. брав участь у конкурсі на створення монументу першодрукарю Івану Федорову, де отримав перший приз і право на спорудження монументу.
Роботи його відомих учнів виявилися більш уславленими і затьмарили популярність свого вчителя.

## Відомі учні— скульптори

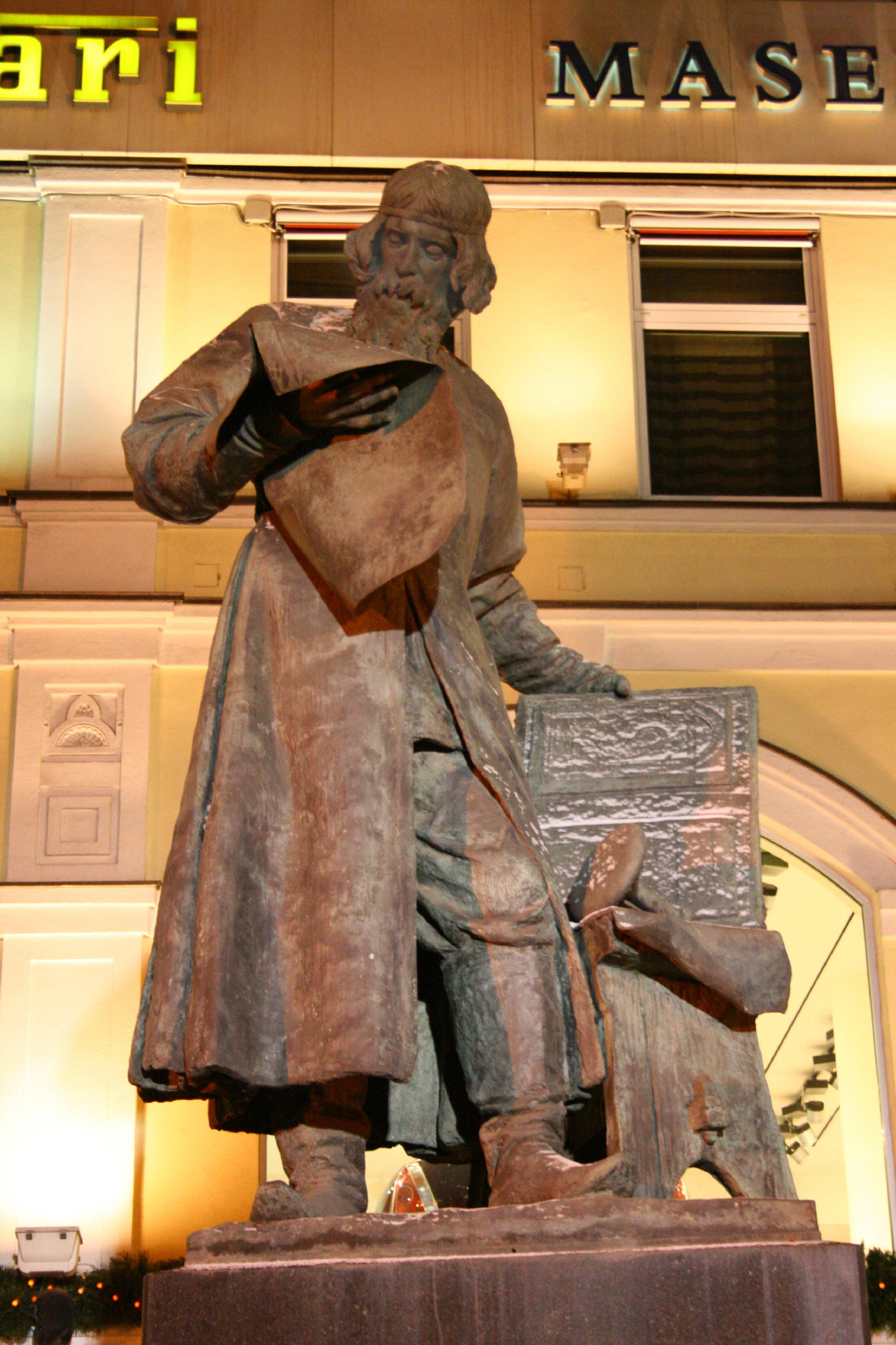
Монумент першодрукарю Іванові Федорову, Москва, 1909 р.

- Голубкіна Анна Семенівна (1864-1927)
- Коньонков Сергій Тимофійович (1874-1971)
- Андрєєв Микола Андрійович (1873-1932)
- Домогацький В. Н.
- Корольов Б. Д.

## Вибрані твори
- Пам'ятник Шевченку Тарасу Григоровичу в Москві[1];
- Погруддя купця Третьякова Павла Михайловича, засновника галереї;
- Погруддя актора Щепкіна Михайла Семеновича;
- Погруддя скульптора Іванова Сергія Івановича;
- Монумент першодрукарю Івану Федорову для Москви.